# Układ zapłonowy

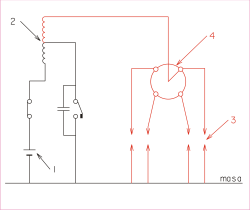
Schemat elektryczny bateryjnego układu zapłonowego. 1 – akumulator, 2 – cewka, 3 – świece, 4 – rozdzielacz, nieoznaczony – przerywacz i kondensator

Układ zapłonowy – układ wytwarzający iskrę elektryczną między elektrodami świecy zapłonowej w celu zapalenia mieszanki paliwowo-powietrznej w silnikach spalinowych zwanych silnikami o zapłonie iskrowym. Jest urządzeniem mechaniczno-elektrycznym (coraz rzadziej) albo elektronicznym. Jego zadaniem jest zainicjowanie procesu spalania mieszanki paliwowo-powietrznej w cylindrach silnika w chwili odpowiadającej określonemu położeniu tłoka w danym cylindrze. Optymalny moment zapłonu zależy od wielu parametrów pracy silnika.

## Układ elektryczno-mechaniczny

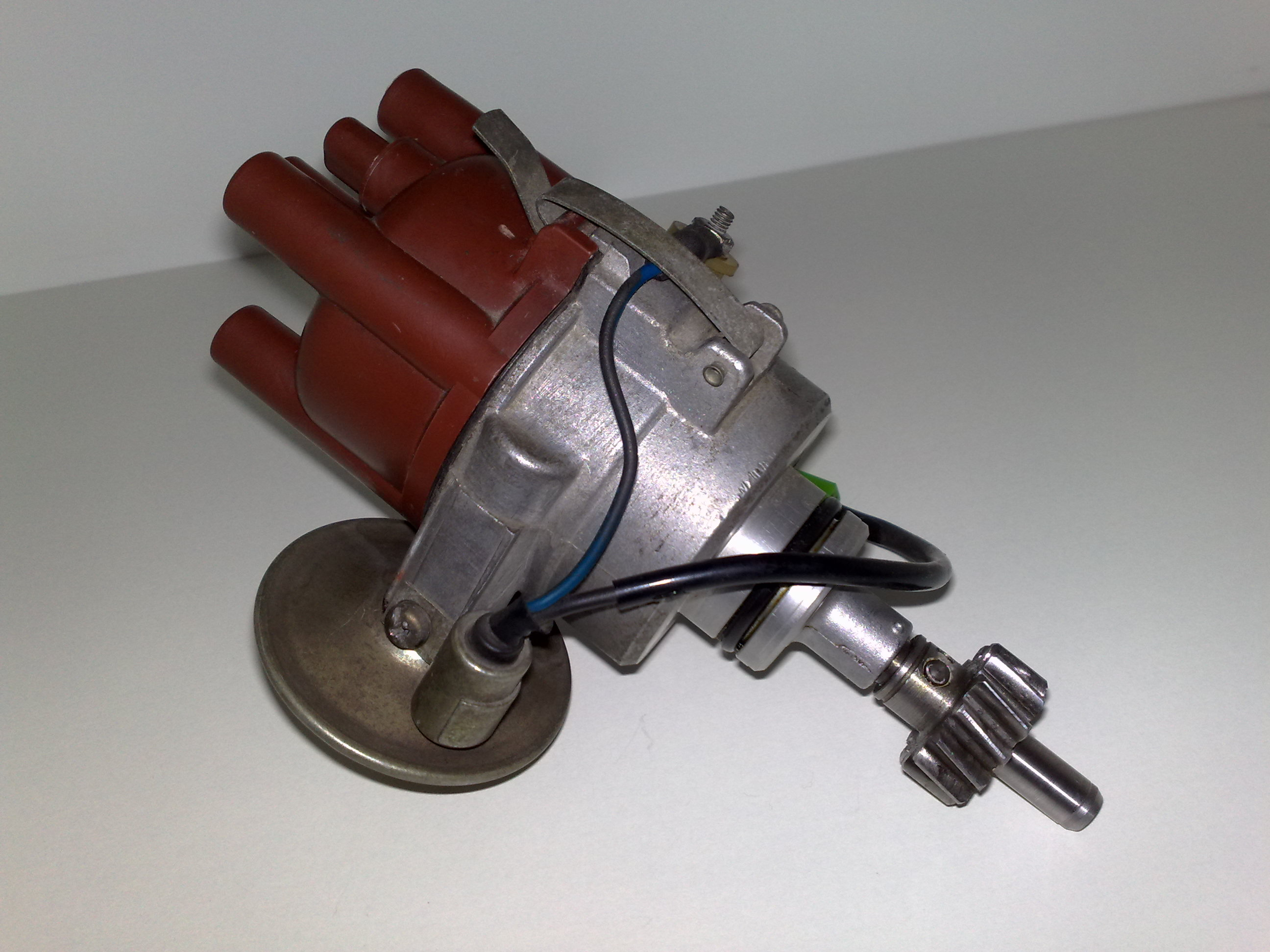
Elektryczno-mechaniczny aparat zapłonowy z samochodu toyota. U góry kopułka rozdzielacza, wewnątrz przerywacz, z lewej podciśnieniowy korektor kąta zapłonu.

Klasyczny, bateryjny, elektryczno-mechaniczny układ zapłonowy jest zwykle zasilany z akumulatora ładowanego z prądnicy (alternatora). W obwodzie znajduje się cewka zapłonowa oraz przerywacz obwodu przerywający przepływ prądu w cewce w momentach, gdy ma wystąpić iskra. Cewka jest transformatorem składającym się z dwóch uzwojeń sprzężonych magnetycznie. Uzwojenie pierwotne (niskiego napięcia) zawiera kilkadziesiąt zwojów grubego drutu, uzwojenie wtórne (wysokiego napięcia) – kilka tysięcy zwojów cienkiego drutu. Oba uzwojenia nawinięte są na rdzeniu magnetycznym. Przerwanie przepływu prądu w cewce obwodu pierwotnego indukuje wysokie napięcie (20–45 kV) w cewce wysokiego napięcia. Gdy przerywacz jest zwarty przez uzwojenie pierwotne płynie prąd, cewka gromadzi energię w polu magnetycznym. Przerywacz jest wyłącznikiem sterowanym przez układ mechaniczny napędzany z wałka rozrządu. Przerwanie obwodu zwojnicy pierwotnej indukuje w zwojnicy wtórnej wysokie napięcie, które w silniku wielocylindrowym przekazywane jest do poszczególnych świec zapłonowych przez rozdzielacz zapłonu, który jest sterowany przez wał silnika (zwykle wałek rozrządu) tak, by przekazanie impulsu zapłonu zostało przekazane do odpowiedniej świecy. Równolegle do przerywacza włączony jest kondensator. W momencie rozłączania przepływu prądu przez przerywacz w obwodzie pierwotnym w wyniku samoindukcji powstaje napięcie, które szczególnie przy powolnym rozwieraniu się styku na małych obrotach silnika wywołuje iskrzenie styku przerywacza. Kondensator zmniejsza iskrzenie, tym samym zwiększa szybkość spadku natężenia prądu, co w obwodzie wtórnym wywołuje zwiększone napięcie. Przy otwartym przerywaczu kondensator tworzy z cewką obwód drgań, wydłużając czas iskry, zmniejsza także iskrzenie styku, poprawiając jego trwałość i zwiększając ilość energii cewki przekazanej do świecy. Zapłon mieszanki paliwowo-powietrznej powinien wystąpić w cylindrze w odpowiednim momencie określanym jako kąt wyprzedzenia zapłonu, kąt ten jest zależny od prędkości obrotowej silnika oraz jego obciążenia. Regulator podciśnieniowy i odśrodkowy, zmieniając położenie przerywacza względem krzywki na wałku, zmienia kąt wyprzedzenia zapłonu. Zazwyczaj większość elementów układu zapłonowego, poza cewką zapłonową, zintegrowana jest w jednym urządzeniu zwanym aparatem zapłonowym.
Klasyczny układ zapłonowy oparty na mechanicznym przerywaczu i rozdzielaczu pomimo prostoty charakteryzuje się wieloma wadami, które wywołują problemy w eksploatacji silnika, m.in. zużywanie się mechanicznego wyłącznika przerywacza wymaga korekty jego położenia. Układ ma małe możliwości zmiany kąta wyprzedzenia zapłonu w zależności od warunków pracy silnika. Czas załączenia cewki jest zależny od szybkości obrotowej silnika, przy dużej prędkości obrotowej prąd płynący w cewce może nie osiągnąć wartości wystarczającej do wywołania iskry, przy małych obrotach podczas rozruchu rozwieranie styków może być zbyt powolne i przerwanie przepływu prądu zbyt wolne, co stwarza problemy z uruchamianiem silnika, szczególnie w niskich temperaturach. Z tego powodu układ był modyfikowany, a w samochodach produkowanych w XXI w. w postaci mechanicznej nie jest spotykany.

### Podstawy działania
Zwarte styki
Gdy styki przerywacza zostają zwarte, w obwodzie pierwotnym płynie prąd, którego natężenie rośnie wg funkcji:
{\displaystyle I_{1}(t)={\frac {U}{R_{1}}}\left(1-e^{-{\frac {t}{T}}}\right),}
{\displaystyle T={\frac {L_{1}}{R_{1}}},}
gdzie:
{\displaystyle T} – stała czasowa obwodu pierwotnego,
{\displaystyle L_{1}} – indukcyjność obwodu pierwotnego cewki,
{\displaystyle R_{1}} – rezystancja obwodu pierwotnego cewki.
Energia zgromadzona w uzwojeniu pierwotnym cewki jest zależna od indukcyjności cewki:
{\displaystyle E_{1}={\frac {1}{2}}L_{1}I^{2}.}
Prąd w obwodzie wzrasta i osiąga połowę napięcia zasilania po czasie około 0,7 stałej czasowej, zaś wartość zbliżoną do maksymalnej po czasie 5 stałych czasowych obwodu. Czas, w którym styk jest zwarty, zależy od liczby iskier, które trzeba wytworzyć w jednostce czasu, a ta zależy od liczby cylindrów, liczby cykli pracy silnika w jednostce czasu. W rzeczywistych elektromechanicznych układach czas zwarcia styku przerywacza stanowi część czasu cyklu pracy silnika i jest na stałe określony krzywizną krzywki sterującej stykiem przerywacza. Indukcyjność i rezystancję dobiera się tak, by zapewnić odpowiednią energię przy dużych obrotach silnika i jednocześnie nie obciążać cewki prądem stałym przy małych obrotach. Zmiana natężenia prądu w obwodzie pierwotnym w początkowej fazie załączenia indukuje w obwodzie wtórnym napięcie nawet do 1,5 kV. Napięcie to może wywołać słabą iskrę zwaną iskrą aktywacji. W niektórych układach iskra aktywacji może wywołać zapłon mieszanki w nieodpowiednim momencie. W cewkach indywidualnych sterowanych elektronicznie stosuje układy zapobiegające powstawaniu iskry aktywacji w postaci diody wysokiego napięcia w obwodzie cewki wtórnej.
Rozłączenie przerywacza
Napięcie na świecy powstaje w wyniku indukcji siły elektromotorycznej indukcji wywołanej spadkiem natężenia prądu w cewce. Im szybszy spadek natężenia prądu w cewce, tym większa siła elektromotoryczna indukcji. Cewka ta jest sprzężona magnetycznie z cewką wtórną zawierającą około 100 razy więcej zwojów niż cewka pierwotna (n2/n1 = 100), tworząc transformator o takim przełożeniu. Indukowana siła elektromotoryczna w cewce pierwotnej indukuje w cewce wtórnej napięcie większe tyle razy, ile wynosi przełożenie transformatora:
{\displaystyle {\mathcal {E}}_{1}=-L_{1}{\frac {\Delta I}{\Delta t}},}
{\displaystyle {\mathcal {E}}_{2}={\frac {n_{2}}{n_{1}}}{\mathcal {E}}_{1}.}
Gdyby w obwodzie układu zapłonowego nie było kondensatora włączonego równolegle do przerywacza, to w momencie rozłączenia styków przerywacza natężenie prądu w obwodzie pierwotnym gwałtownie zmniejszałoby się, co powoduje indukowanie w nim siły elektromotorycznej samoindukcji. Indukowane napięcie wywołuje iskrę na nie w pełni jeszcze otwartych stykach przerywacza, zmniejsza się szybkość spadku napięcia, co sprawia, że napięcie w obwodzie wtórnym nie jest wystarczające do wywołania iskry na świecy, a iskrzenie uszkadza styki przerywacza.
Podłączenie równolegle z przerywaczem kondensatora sprawia, że początkowo natężenie prądu nie spada tak szybko, co ogranicza wystąpienie iskry na przerywaczu, a to zwiększy szybkość spadku natężenia prądu, gdy kondensator będzie już naładowany. Energia zgromadzona pierwotnie w cewce przepłynie do kondensatora. Kondensator musi mieć pojemność {\displaystyle (C_{p})} i wytrzymałość na przebicie {\displaystyle (U){:}}
{\displaystyle E_{c}=E_{1},\quad {\frac {1}{2}}C_{1}U^{2}={\frac {1}{2}}LI^{2}.}
Największe napięcie na kondensatorze jest równe:
{\displaystyle U={\sqrt {\frac {L}{C_{1}}}}I.}
W obwodzie pierwotnym cewki zapłonowej występują pojemności główna z nich to pojemność dołączonego kondensatora {\displaystyle C_{p},} ale występują także pojemności wewnętrzne cewki, pojemności między przewodami. Te pozostałe pojemności są znacznie mniejsze od pojemności kondensatora.
Pomijając straty na rezystancjach obwodu, napięcie to jest napięciem na cewce pierwotnej, które transformuje się na obwód wtórny, gdzie:
{\displaystyle C_{1}=C_{p}+C_{1w}} – pojemność w obwodzie pierwotnym,
{\displaystyle U} – napięcie na kondensatorze.
Połączenie indukcyjności z kondensatorem tworzy obwód rezonansowy. Pomijając straty energii w obwodzie, układ taki wykonuje drgania elektryczne. Przepływ prądu trwa połowę czasu cyklu. Czas połowy cyklu wynosi:
{\displaystyle t=\pi {\sqrt {LC}}.}
Powyższe wzory określają wpływ pojemności kondensatora na działanie układu zapłonowego. Kondensator musi mieć pojemność taką, bu zapewnić czas na rozłączenie styków przerywacza, ale zwiększenie jego pojemności zmniejszy napięcie na świecy. Jednocześnie zwiększenie czasu narastania napięcia zwiększy straty energii, np. na upływności przewodów wysokiego napięcia, świecy, zmniejszając maksymalne napięcie na świecy i energię iskry.
Zakładając, że cała energia zgromadzona w zwojnicy uzwojenia pierwotnego, zostanie przeniesiona do pojemności kondensatorów prąd w obwodzie uzwojenia pierwotnego przestanie płynąć, to maksymalne napięcie na uzwojeniu wtórnym wyniesie:
{\displaystyle U_{2}=I_{1}{\frac {n_{2}}{n_{1}}}{\sqrt {\frac {L_{1}}{C_{1}+C_{2}{\left({\frac {n_{2}}{n_{1}}}\right)}^{2}}}}=I_{1}{\sqrt {\frac {L_{1}}{C_{1}{\left({\frac {n_{1}}{n_{2}}}\right)}^{2}+C_{2}}}}.}
C1, C2 to pojemności w obwodzie pierwotnym i wtórnym. Pojemności w obwodzie wtórnym, to pojemność wewnętrzna cewki, przewodów wysokiego napięcia i świec względem masy. Pojemności w obwodzie wtórnym znacznie obniżają maksymalne napięcie na świecy.
W rzeczywistych cewkach, jeżeli nie dojdzie do wyładowania w obwodzie wtórnym, napięcie w cewce pierwotnej zmienia się cyklicznie z okresem około 0,5 ms, a amplituda kolejnego cyklu stanowi około 60% poprzedniego.
Napięcie przy którym występuje iskra na świecy zależy od ciśnienia w cylindrze i rośnie wraz ze wzrostem ciśnienia, dlatego samochody o wyższym stopniu sprężania wymagają wyższego napięcia. Dla pewności wystąpienia iskry na świecy w całym zakresie obrotów silnika napięcie wytwarzane przez cewkę przy maksymalnych obrotach silnika musi przekroczyć co najmniej 1,5 raza napięcie iskry świecy.
Iskra
W momencie wystąpienia iskry na świecy zmienia się funkcjonowanie obwodów elektrycznych układu zapłonowego. Na elektrodach świecy można wyróżnić dwie fazy:
- wyładowanie iskrowe o charakterze pojemnościowym
- wyładowanie łukowe lub jarzeniowe o charakterze indukcyjnym.

Trwające krócej niż 1 ms wyładowanie iskrowe rozpoczyna się dużym prądem, wywołanym rozładowaniem pojemności obwodu wtórnego. Gwałtowny skok natężenia prądu w obwodzie wtórnym przetransformowuje się do zwojnicy pierwotnej, wywołując w niej drgania elektryczne, drgania odbywają się w obu zwojnicach. Natężenie prądu na świecy ma malejącą składową stałą i zmienną wynikającą z wyżej opisanych drgań. Składowa zmienna charakteryzuje fazę wyładowania o charakterze pojemnościowym, amplituda składowej zmiennej jest mniejsza od składowej stałej, przez co w łuku świecy płynie prąd w tym samym kierunku, ale o zmieniającym się natężeniu. Częstotliwość drgań odpowiada układowi rezonansowemu złożonemu z indukcyjności zwojnicy pierwotnej, jej wewnętrznej pojemności oraz przetransformowanej do obwodu pierwotnego indukcyjności i pojemności obwodu wtórnego cewki (transformatora).
{\displaystyle f_{pl}={\frac {1}{2\pi {\sqrt {\left(L_{1}+L_{2}\left({\frac {n_{1}}{n_{2}}}\right)^{2}\right)C_{p}}}}}.}
Dla tradycyjnego układu zapłonowego cewki jest to częstotliwość ponad 8 kHz. W układzie zwojnic i pojemności wzbudzają się także drgania elektryczne o innych częstotliwościach. Przy braku ekranowania drgania te mogą zakłócać działanie urządzeń radiowych.
Gdy wygasną drgania elektryczne w obwodzie wtórnym wyładowanie iskrowe przechodzi w wyładowanie łukowe, natężenie prądu w dalszym ciągu spada, po kilku milisekundach wyczerpuje się energia zgromadzona w układzie. Po spadku napięcia do granicznego wyładowanie (iskra) gwałtownie zanika.
Po iskrze
Zanik prądu wywołuje drgania elektryczne obwodów, ale z niewielką amplitudą.

### Modernizacja

Schemt układu z cewką dwuiskrową

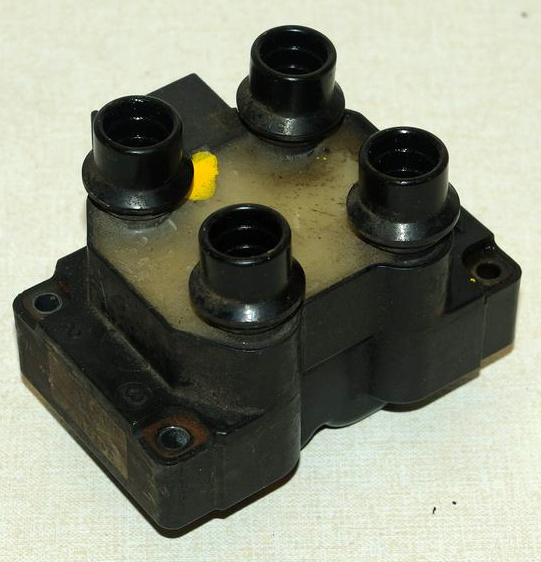
Moduł cewek dwuiskrowych układu zapłonowego z samochodu Ford

Modernizacja układu następowała poprzez eliminację układów mechaniczno-elektrycznych wyłączników i przełączników bądź zastąpienie ich wyłącznikami elektronicznymi i bezdotykowymi czujnikami. W trakcie modernizacji powstał szereg układów:
- Tranzystorowy klasyczny system zapłonu – elementem załączającym był tranzystor, sterowany sygnałem z bezdotykowego czujnika indukcyjnego lub czujnika Halla. Prosty układ elektroniczny wykonany był z elementów dyskretnych. W układach tych pozostawiono mechaniczny system regulacji kąta wyprzedzenia zapłonu i rozdzielacz zapłonu.
- Tranzystorowy system zapłonu – system czujników i wykonawczy jak poprzednio, zmodyfikowano układ elektroniczny przez wykonanie go w technice hybrydowej.
- Elektroniczny układ zapłonowy – system z bezdotykowym czujnikiem położenia wału (moment zapłonu). Mechaniczny układ określający kąt wyprzedzenia zapłonu zastąpiono układem mikroprocesorowym. Mikroprocesorowy sterownik określa kąt wyprzedzenia zapłonu w zależności od parametrów pracy silnika takich jak prędkość obrotowa, obciążenie, temperatura silnika, czujnik zawartości tlenu w spalinach (tzw. sonda lambda). W niektórych układach tego typu wprowadzono czujnik spalania stukowego. Sterownik mikroprocesorowy oprócz określania kąta wyprzedzenia zapłonu określał także dawkę paliwa. Na tym etapie modernizacji powszechna staje się rezygnacja z układów rozdzielacza wysokiego napięcia, zastąpienie go cewkami dwubiegunowymi lub indywidualnymi cewkami dla każdego cylindra.
- Zintegrowany układ sterowania sinikiem – mikroprocesorowy system sterowania silnikiem sterujący wtryskiem paliwa, zapłonem oraz położeniem przepustnicy. W systemie w miejsce określania punktów zapłonu analizowane jest precyzyjnie położenie, a tym samym i prędkość wału korbowego. Układ wyposażony jest w liczne czujniki, może pobierać i wykorzystywać do sterowania także dane z innych układów sterujących pojazdem. Układ steruje również czasem zwarcia cewki zapłonowej, umożliwiając uzyskanie optymalnej iskry niezależnie od prędkości obrotowej silnika.

Przykładem układu sterowania silnikiem benzynowym, rozwijanym od 1979 roku przez firmę Bosch, jest Motronic.
Rozdzielacz wysokiego napięcia
Eliminacja obrotowego, mechanicznego rozdzielacza wysokiego napięcia umożliwia uproszczenie układu zapłonowego głównie przez uproszczenie obwodu wysokiego napięcia, wyeliminowanie iskrzenia na rozdzielaczu oraz zmniejszenie liczby wirujących części. W celu wyeliminowania rozdzielacza stosuje się kilka rozwiązań: kilka układów zapłonowych, statyczny rozdział wysokiego napięcia, cewki obsługujące kilka świec (dwuiskrowe) oraz indywidualne cewki dla każdego cylindra (jednoiskrowe).
W układzie zapłonowym ze statycznym rozdziałem wysokiego napięcia, przekazywanie napięcia na odpowiednią świecę realizuje układ elektroniczny. Zastosowanie sterowanego elektrycznie układu elektrycznego umożliwia uproszczenie konstrukcji.
W układzie cewek dwuiskrowych oba końce uzwojeń cewki wysokiego napięcia podłączone są do świec, każda cewka zasila 2 świece, iskry występują na obu świecach jednocześnie 2 razy w cyklu pracy silnika. Impuls jest wtedy, gdy ma wystąpić zapłon w jednym cylindrze, w drugim przeskok iskry następuje w końcówce suwu wydechu i nie wywołuje żadnego skutku, przez co układ ten nazywany jest układem traconej iskry. Układ cewek dwuiskrowych jest możliwy do stosowania w silnikach z parzystą liczbą cylindrów, w układach zapłonu silników 4- i więcej cylindrowych tworzono zespoły cewek składające się z kilku układów cewek dwuiskrowych we wspólnej obudowie. Innym rozwiązaniem możliwym do zastosowania w silniku czterocylindrowym jest zastosowanie diod o różnych kierunkach przewodzenia na końcówkach cewki. Układ taki przekazuje impulsy do świec w zależności od kierunku indukowanego napięcia, który można zmieniać poprzez utworzenie dwóch cewek pierwotnych albo układu elektronicznego umożliwiającego wytworzenie przepływu prądu w cewce pierwotnym w wybranym kierunku. W układzie tego typu jedna cewka zapewnia iskrę czterem świecom.

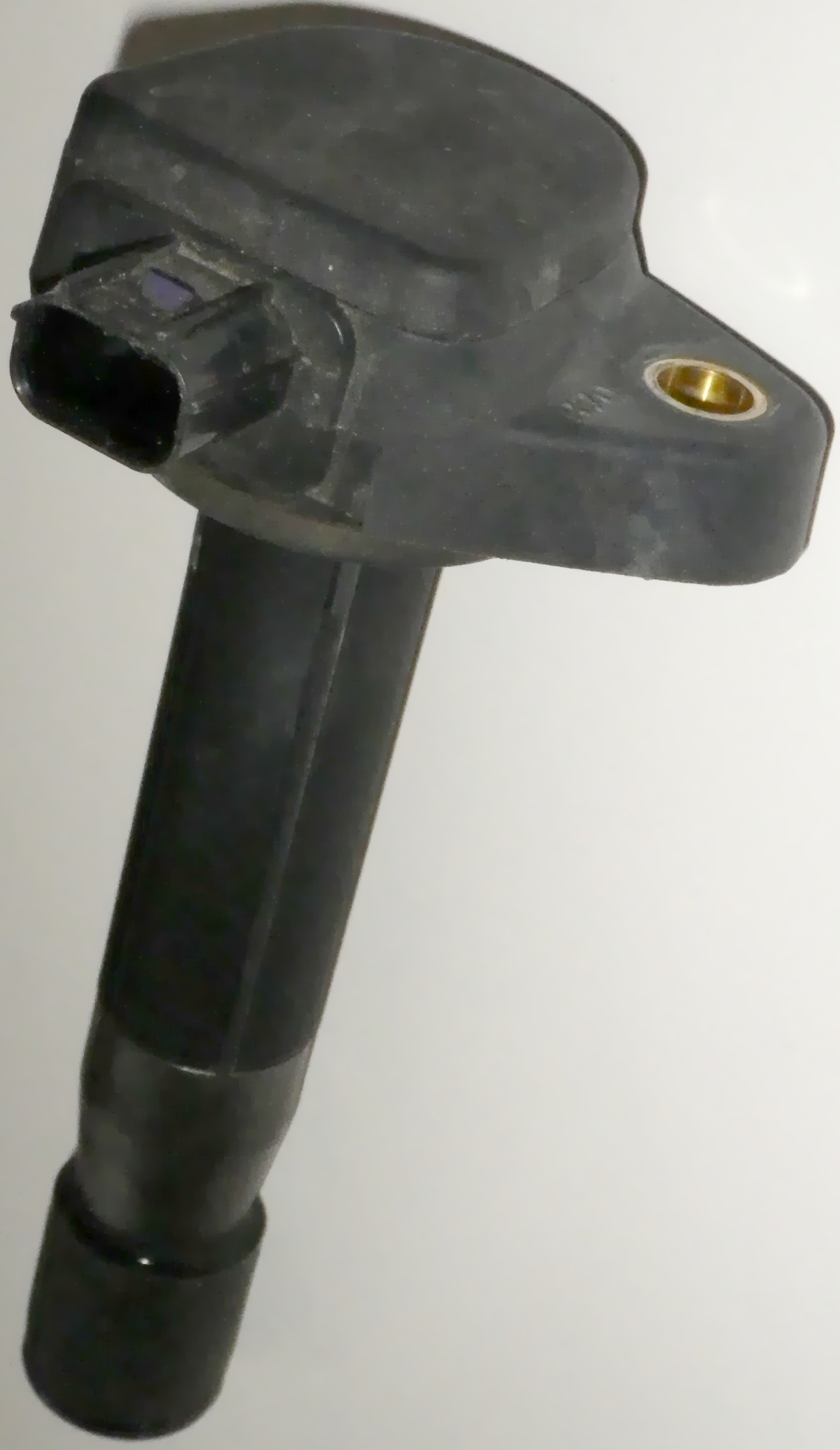
Indywidualny układ zapłonowy (cewka) montowany bezpośrednio na świecy

Innym powszechnie stosowanym rozwiązaniem są indywidualne dla każdej świecy jednoiskrowe układy zapłonowe. W układzie tym bezpośrednio nad każdą świecą znajduje się cewka zapłonowa zintegrowana z elektronicznym układem załączającym. Cewki mogą być zespolone w jeden moduł albo każda jest oddzielnym elementem. Cewki takie montuje się bezpośrednio na świecy, eliminując zawodne przewody wysokiego napięcia. Układ włączania cewki jest sterowany z komputera silnika. Precyzyjne sterowanie momentem zapłonu i dawkowaniem paliwa w bezpośrednim wtrysku paliwa wpływa na ograniczenie spalania stukowego, a to umożliwia zwiększenie stopnia sprężania silnika, w wyniku czego uzyskuje się poprawę sprawności i mocy silnika.
Przerywacz
Mechaniczny przerywacz stwarza problemy, głównymi są: iskrzenie w momencie rozłączania, wypalanie się styków przerywacza, zmiana momentów załączenia i rozłączenia styków w miarę starzenia się wyłącznika, zależność czasu przepływu prądu przez cewkę w zależności od szybkości obrotowej silnika, trudności w doborze momentu zapłonu od warunków pracy silnika. Eliminacji tych wad dokonuje się przez zastąpienie mechanicznego wyłącznika tranzystorem, z pozostawieniem układu regulacji kąta zapłonu. Przerywacz jest zastąpiony niskoprądowym wyłącznikiem albo bezstykowym impulsatorem lub czujnikiem. Wprowadzenie tranzystorowego układu załączania połączone jest z wprowadzeniem elektronicznego układu formowania impulsu załączającego tranzystor, w wyniku czego czas załączenia cewki nie jest zależny od szybkości obrotowej silnika, umożliwia to zastosowanie cewki niskorezystancyjnej (~0,5 Ω). Kolejnym usprawnieniem jest eliminacja kondensatora, tranzystorowy wyłącznik jest zabezpieczany przez wysokonapięciową diodę Zenera włączoną równolegle do tranzystora. Głównymi zaletami tej modyfikacji jest: zwiększenie prądu w cewce (do 10 A), większa energia iskry, większe napięcie przebicia (szczytowe napięcie wtórne), większa trwałość urządzenia.
Układ komputerowy
Tranzystorowy układ załączania zapłonu impulsami z elektronicznego przerywacza i wyposażony w prosty układ elektroniczny nie jest w stanie dopasować kąta wyprzedzenia zapłonu do różnych warunków pracy silnika. Problemy te rozwiązuje komputerowy układ sterowania silnikiem. Precyzyjnie dobierany czas zwarcia cewki umożliwia rezygnację z rezystorów zabezpieczających cewkę. Układ taki, pobierając dane z różnych czujników, np.: położenia wału korbowego, temperatury, składu spalin, położenia pedału gazu, spalania stukowego, a nawet obrotu kół, dobiera kąt wyprzedzenia zapłonu, położenie przepustnicy i ilość wtryskiwanego paliwa, by silnik pracował poprawnie.

## Iskrownik

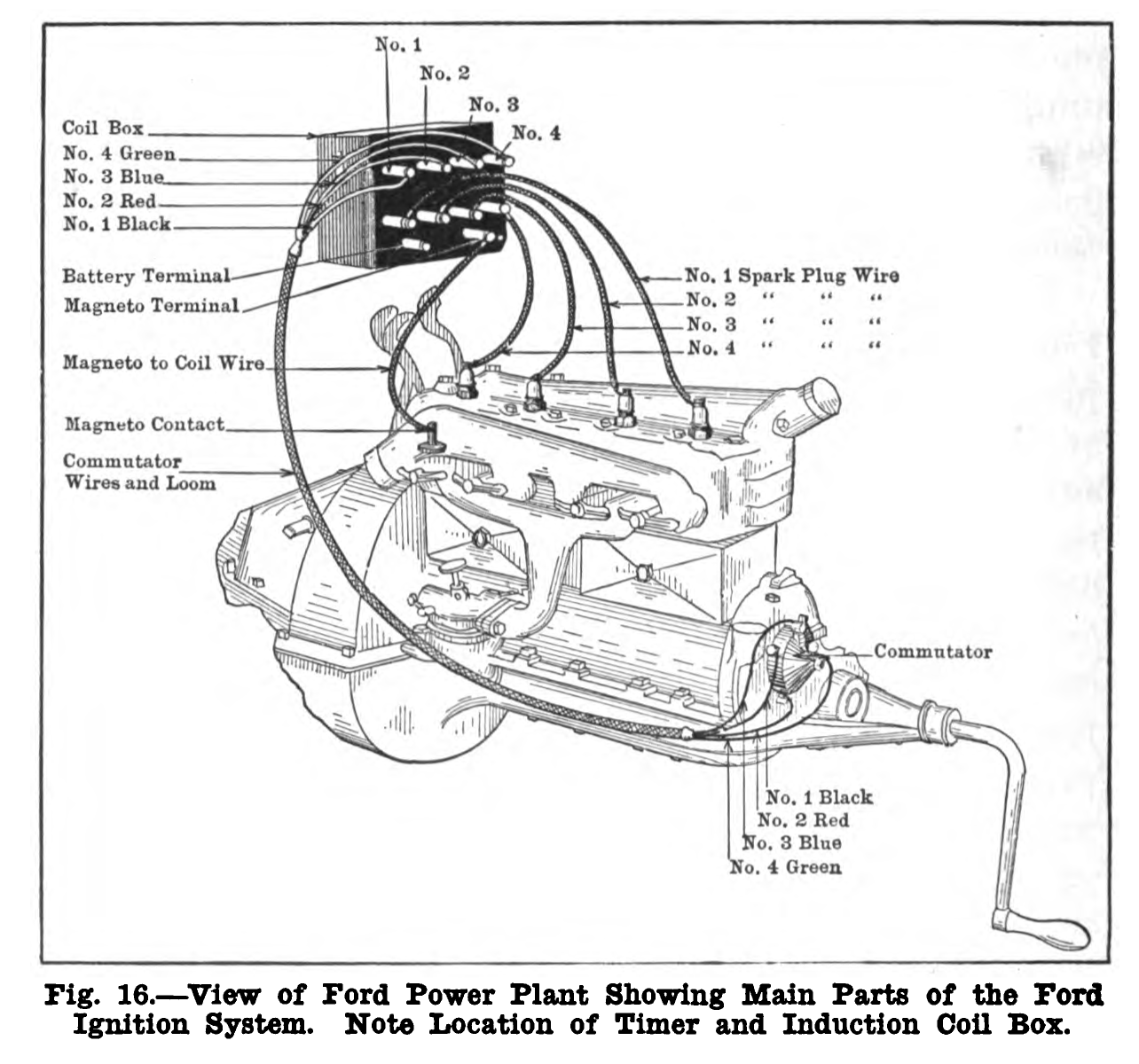
Schemat elektryczny Forda Model T

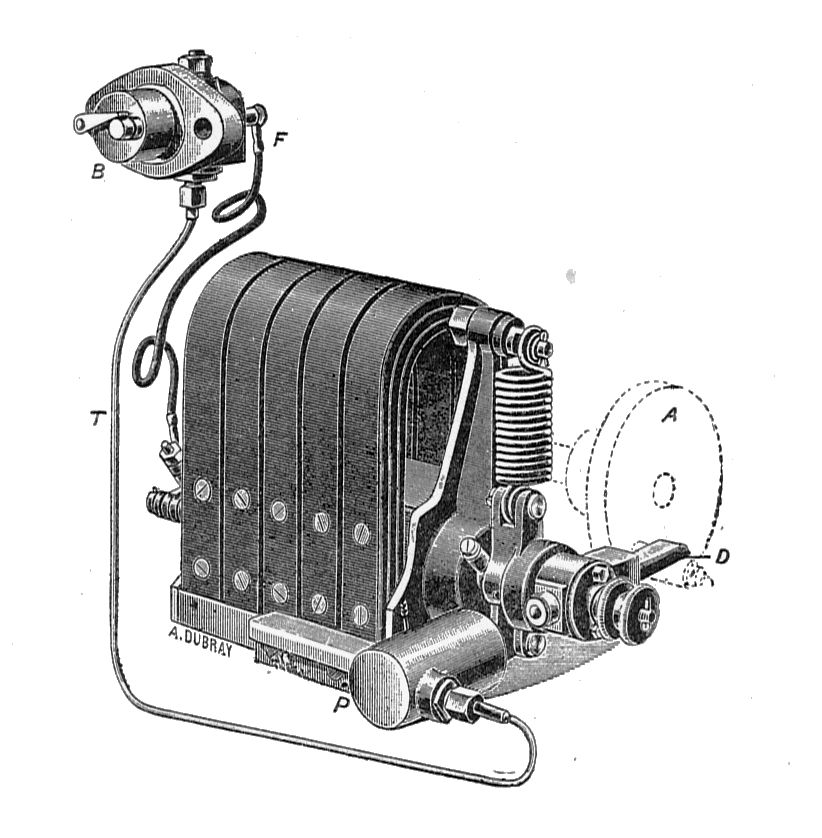
Magneto do jednocylindrowego silnika; publikacja z 1905 r.

Wywołanie iskry w szczelinie świecy zapłonowej, w sprężonym gazie w komorze spalania silnika, wymaga większego napięcia niż można osiągnąć za pomocą prostej prądnicy. Jednym z rozwiązań zastosowanym po raz pierwszy w 1886 roku w Benz Patent-Motorwagen Nummer 1 jest iskrownik. Zasilany z zewnętrznego źródła prądu stałego lub przemiennego układ zawiera cewkę z dwoma zwojnicami nawiniętymi na wspólnym rdzeniu ze stali oraz styku iskrownika zwanego też przerywaczem. Gdy w cewce płynie prąd, styk jest przyciągany do rdzenia i rozłącza przepływ prądu w zwojnicy pierwotnej, styk powraca na początkowe miejsce i zwiera obwód prądu. Wywołuje to drganie styku i cykliczne włączanie i wyłączanie prądu w cewce. Przerwanie prądu w cewce pierwotnej indukuje wysokie napięcie w cewce wtórnej. Jeżeli urządzenie jest włączone, to generuje ciąg iskier. By zapewnić zapłon mieszanki w odpowiednim momencie, urządzenie było załączane przez styk (timer) synchronicznie do obrotów silnika. Rozwiązanie zostało zastosowane później m.in. w Fordzie T. Samochód ten był wyposażony w prądnicę prądu przemiennego, która zasilała iskrownik. Moduł zapłonu zmontowany w oddzielnej skrzynce zawierał 4 iskrowniki, każdy dla jednej świecy. Iskrowniki były załączanie przez komutator na silniku. Ze względu na to, że prądnica nie zapewniała wystarczającego napięcia przy rozruchu silnika, samochód wyposażano w baterię. Przed rozruchem silnika kierowca dźwignią przełączał zasilanie iskrownika na baterię, po uruchomieniu na prądnicę.

## Magneto

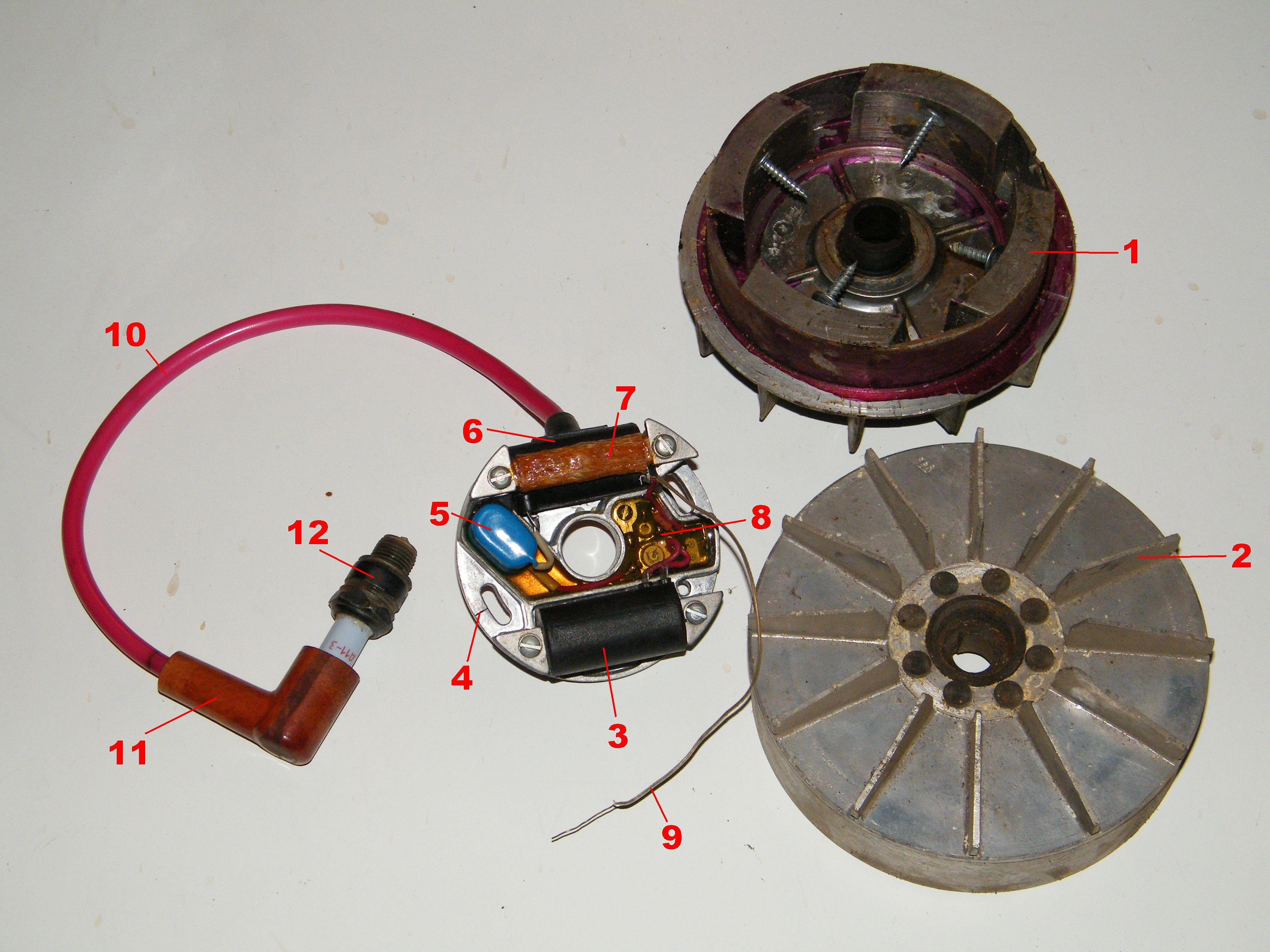
Magneto z elektronicznym bezstykowym przerywaczem MB-1 od pilarki: 1, 2 – koło zamachowe, z magnesami, 3 – cewka generatora, 5 – kondensator, 6 – cewka wysokiego napięcia, 7 – cewka kontrolna, 8 – obwód elektroniczny (zalany żywicą epoksydową), 9 – przewód wyłączania zapłonu, 10 – przewód wysokiego napięcia, 12 – świeca zapłonowa.

W 1899 roku Simms i Bosch zaprezentowali niewymagający zewnętrznego zasilania układ zapłonu do silników spalinowych oparty na wytwarzaniu iskry elektrycznej przez wzbudzanie prądu elektrycznego w wyniku ruchu zwojnicy w polu magnetycznym magnesu. Układ składał się z magnesu trwałego, cewki zawierającej dwie zwojnice, przerywacza i kondensatora. W polu magnetycznym magnesu poruszała się zwojnica napędzana przez silnik, w zwojnicy indukuje się napięcie. Zwojnica jest zwierana przez przerywacz. W momencie, gdy ma nastąpić zapłon, obwód zwojnicy jest przerywany, przerwanie prądu w zwojnicy pierwotnej indukuje w zwojnicy wtórnej o dużej liczbie zwojów wysokie napięcie. Równolegle do przerywacza włączony jest kondensator, zmniejszając iskrzenie na przerywaczu w momencie rozłączania, a przy rozwartym układzie wraz ze zwojnicą tworzą obwód rezonansowy, zwiększając energię dostarczaną do świecy.
Układ w tej postaci był powszechnie stosowany w silnikach samochodów przed stosowaniem w samochodach akumulatora i prądnicy potrzebnych głównie do rozruchu elektrycznego samochodu. Zmodernizowany układ magneta, w którym magnes jest ruchomy i zintegrowany z kołem zamachowym, a cewka pozostaje nieruchoma, jest nadal powszechnie stosowany w małych silnikach niewyposażonych w akumulator, takich jak silniki motocykli, motorowerów, małych pojazdów, kosiarek, pilarek. Układ był też powszechnie stosowany w samolotach ze względu na jego prostotę, małą wagę i niezależność od źródła zasilania.
Magneto stwarza problemy z wywołaniem iskry przy małej prędkości obrotowej silnika, utrudniając jego zapłon.

## Kondensatorowy układ zapłonowy

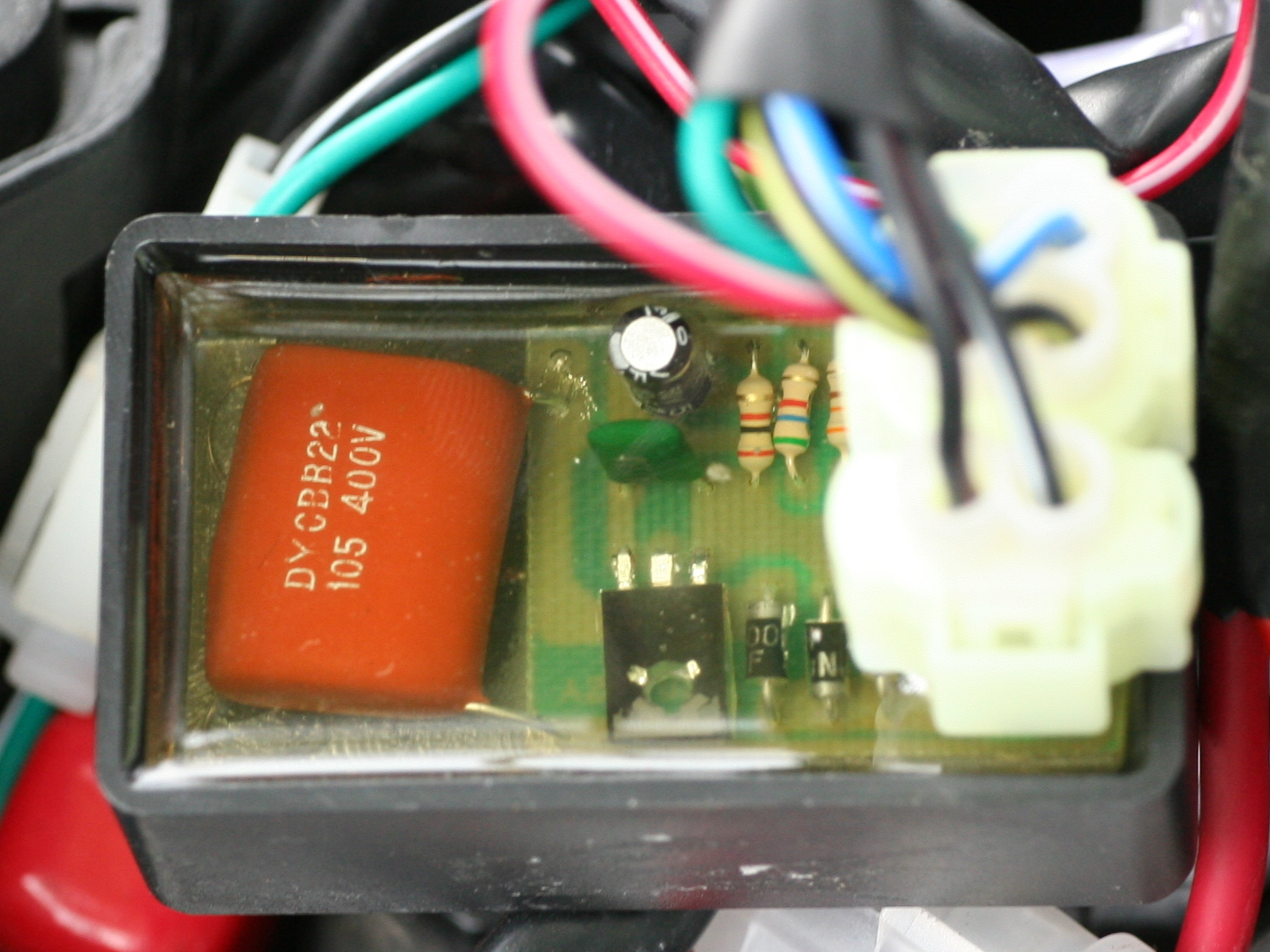
Kondensatorowy układ zapłonowy ze skutera

Układy zapłonowe silników mogą gromadzić energię elektryczną potrzebną do wywołania iskry nie tylko w polu magnetycznym cewki, ale także w kondensatorze. Zasadniczymi elementami kondensatorowego układu zapłonowy są: kondensator, cewka z uzwojeniem pierwotnym i wysokonapięciowym o dużej liczbie zwojów oraz wyłącznika. W kondensatorze gromadzony jest ładunek ze źródła zasilania. W momencie, gdy ma być wytworzona iskra, wyłącznik zamyka obwód składający się z kondensatora i uzwojenia pierwotnego cewki, po czym następuje rozładowanie kondensatora przez cewkę, a przepływ prądu w zwojnicy pierwotnej indukuje wysokie napięcie w zwojnicy wtórnej.
Układy kondensatorowe były konstruowane jeszcze w XIX w., ale dopiero wynalezienie tyrystora w latach 50. XX w. i zastosowanie go jako łącznika rozładowującego kondensator umożliwiło skonstruowanie zwartych i niezawodnych układów zapłonowych opartych na kondensatorze. Dlatego układy kondensatorowe są też nazywane tyrystorowymi.